# فرانكلين ماركس
فرانكلين ماركس (بالإنجليزية: Franklyn Marks)‏ هو ملحن أمريكي، ولد في 31 مايو 1911 في كليفلاند في الولايات المتحدة، وتوفي في 12 يوليو 1976.

## وصلات خارجية
- فرانكلين ماركس على موقع IMDb (الإنجليزية)
- فرانكلين ماركس على موقع ميوزك برينز (الإنجليزية)
- فرانكلين ماركس على موقع أول موفي (الإنجليزية)
- فرانكلين ماركس على موقع قاعدة بيانات الأفلام السويدية (السويدية)
- فرانكلين ماركس على موقع أول ميوزيك (الإنجليزية)
- فرانكلين ماركس على موقع ديسكوغز (الإنجليزية)
- فرانكلين ماركس على موقع قاعدة بيانات الفيلم (الإنجليزية)
- فرانكلين ماركس على موقع كينوبويسك (الروسية)